# Justo Villar
Justo Villar, född 30 juni 1977, är en paraguayansk före detta fotbollsmålvakt.
Villar spelade sina första A-lagsmatcher för paraguayanska klubben Sol de América där han hade en av Paraguays bästa målvakter genom tiderna, Ever Hugo Almeida, som tränare. Villar värvades till storklubben Club Libertad där han var med om att vinna paraguayanska fotbollsmästerskapen 2002 och 2003. År 2004 flyttade han till den argentinska klubben Newell's Old Boys där han vann apertura 2004-titeln. Samma år utsågs han till Paraguays främste fotbollsspelare. Från och med 2008 till 2011 representerade han Real Valladolid i La Liga i Spanien. 
Villar spelade 120 landskamper. Han representerade Paraguay i VM 2006 i Tyskland. Villar skadades dock blott sju minuter in i första matchen och kunde därefter inte delta. Han fick revansch vid VM i Sydafrika 2010, Villar spelade alla matcher och hjälpte Paraguay att ta sig till kvartsfinal. Han släppte bara in två mål på lagets fem matcher i turneringen.